# Louis Gollut
Œuvres principales
Histoire de la république des Séquanes (1592)
Louis Gollut est un historien, enseignant, chroniqueur et homme politique franc-comtois du XVIe siècle né en 1535 à Pesmes et mort le 22 octobre 1595 à Dole. Il est considéré comme le premier véritable historien de la Franche-Comté. Il est également maire de Dole de 1591 à 1595.

## Biographie
Louis Gollut naît à Pesmes, dans le comté de Bourgogne, d'une famille bourgeoise dont on sait assez peu de choses. Très jeune, avec sa famille, il part vivre dans la capitale comtoise, là d'où sa mère était originaire. Il commence ses études au collège puis les poursuit à l'université de Dole, il y fait la connaissance de Claude de la Baume, futur archevêque de Besançon. Il devient ensuite l'élève de Gilbert Cousin à Nozeroy. Ensemble, avec également son camarade  de la Baume, ils passent plusieurs années vers 1559 en Italie. Il décide au cours de ce voyage de partir seul pour l’Espagne avant de regagner la comté. À son retour, il étudie le droit et exerce la profession d' avocat au parlement. Dans l’exercice de sa fonction, il jouit alors d'une grande renommée qui parvient jusqu’à Madrid. En 1570, il est nommé à la chaire de littérature latine de l'université de Dole créée pour lui par Philippe II d'Espagne. Il occupera ce poste jusqu'à sa mort. Il devient également le principal d'un collège de Grammaire dolois, qui ne subsistera que quelques décennies.
C'est à partir de 1575 qu'il commence très progressivement ses travaux d'historien. Il rassemble tous les documents historiques nécessaires à la rédaction de son ouvrage sur l'histoire de la Franche-Comté. Mais les villes et institutions locales ne sont pas enclines à l'aider dans sa tâche. Alors, il entreprend un voyage dans la région pour collecter lui-même les informations. Pendant 12 ans, il travaille sur son ouvrage qui est achevé en 1588. Mais, ayant des revenus modestes, il ne parvient pas dans un premier temps, à trouver les financements pour le faire imprimer, ce n'est qu'en 1592 qu'il y parvient. Le succès est immense et dépasse la région. Même s'il contient des erreurs, l'ouvrage demeure aujourd'hui un précieux témoignage de la Franche-Comté d'alors.
Il accède alors à la politique et est élu vicomte-mayeur (maire) de Dole en 1591, 1592 et 1595. Il accomplit ses mandats avec beaucoup d'énergie. Il assure la défense de Dole lors de son siège par Henri IV en 1595.
Il parvient également à gérer les épidémies dont la région est frappée à cette époque  Il meurt en fonction  le 22 octobre 1595.
Il était marié à Antonia Vurry, fille d'un notable dolois. Il eut un fils claude qui fut conseiller au Parlement mais mourut sans postérité.

## Publications
- Histoire de la république des Séquanes et des princes de Franche-Comté de Bourgogne, 1592.
- Gymnasii Dolani grammatica latina , Lyon, 1572[8]
- Paroles mémorables de quelques grands personnages, entre lesquelles sont plusieurs mots joyeux et rustiques, Dole, 1589
- Dictionnaire des personnes et des choses nommées dans l’histoire depuis cinq cents ans
- De veterum philosophorum familiis, successionibus et regulis
- Syntagmata et institutiones aeoconomiae literariae
- Commentaires sur Pomponius Méla